# Maria de Montenegro
Maria Petrović-Njegoš (em sérvio: Марија Петровић Његош; romaniz.: Marica Petrović-Njegoš; Cetinje, 29 de março de 1869 – São Petersburgo, 7 de julho de 1885) foi uma princesa montenegrina, sendo a quarta filha do rei Nicolau I de Montenegro e de sua esposa, Milena Vukotić.
Nascida em 29 de março de 1869 em Cetinje, Maria (Marica) era a quarta filha da família real de Montenegro. Como as suas irmãs mais velhas, ela recebeu educação no Instituto Smolny. Ela foi descrita como uma menina frágil e doentia, que preferia a companhia das damas da corte do que das próprias irmãs.
O pai de Maria tinha esperanças de que ela ou sua irmã Helena se casasse com o czarevich da Rússia. Mas, a frágil princesa adoeceu em 1884 e morreu em 7 de julho de 1885, menos de dois meses depois de completar 16 anos. De acordo com Pavel Rovinski, Marica morreu no dia da festa da família Petrović-Njegoš, dia de São Jorge, 23 de abril (no calendário juliano) e embora tenham recebido um telegrama sobre sua morte, a família não cancelou a celebração e, segundo o costume, reuniu os convidados no castelo.